# پسرها و محله
پسرها و محله اولین آهنگ ایزی-ئی، رهبر وقت گروه رپ جدید ، N.W.A. این تک آهنگ در مارس ۱۹۸۷ منتشر شد و در پایان سال در EP EP N.W.A با عنوان N.W.A مورد بازبینی مجددی قرار گرفت. این ترانه از آلبوم انان.دابلیو.ای. و د پاسی است. 